# کاسارسا دلا دلیتزیا
کاسارسا دلا دلیتزیا (به ایتالیایی: Casarsa della Delizia) یک کومونه در ایتالیا است که در استان پوردنونه واقع شده‌است.

## خصوصیات
کاسارسا دلا دلیتزیا ۲۰٫۴ کیلومترمربع مساحت و ۸٬۵۹۹ نفر جمعیت دارد و ۴۴ متر بالاتر از سطح دریا واقع شده‌است.